# Monte Poro
Il Monte Poro è una montagna della Calabria che si eleva sul versante tirrenico tra l'Angitola, il Mesima e le Serre. La sua cima è posta nel territorio comunale di Joppolo (VV).

## Storia e geografia
Lo differenziano dagli altri massicci Calabresi: il clima mite, la variegata vegetazione e la densa popolazione distribuita in piccoli paesi. La sua modesta altitudine, di soli 710 s.l.m., permette l'antropizzazione anche nella zona più alta.
È inoltre un importante centro di trasmissione dei segnali radio-televisivi vista la sua posizione che abbraccia tutta la costa tirrenica da Cetraro a nord sino Scilla a sud e le piane di Lamezia Terme a nord est e Gioia Tauro a sud est.
È uno dei luoghi in cui, insieme alla Locride si suonava la lira calabrese, che dopo essere quasi caduta in disuso negli anni cinquanta del XX secolo è tornata a riprendersi e a diffondersi anche nel resto della Calabria.

## Prodotti gastronomici del Monte Poro
- Formaggio Pecorino del Monte Poro (DOP)
- ‘Nduja di Spilinga
- Cipolla di Tropea
- Ricotta pecorina

## Comuni
L'altopiano del Monte Poro si estende fra i seguenti comuni:
- Spilinga
- Zungri
- Rombiolo
- Filandari
- Joppolo
- Tropea
- Ricadi
- Nicotera
- Limbadi